# Tony Walton
Anthony John Walton, conegut artísticament com a Tony Walton, (Walton-on-Thames, Regne Unit 1934 - Nova York, Estats Units 2022) fou un dissenyador de vestuari i director artístic britànic, guanyador d'un premi Oscar, un premi Emmy i tres premis Tony.

## Biografia
Va néixer el 24 d'octubre de 1934 a la ciutat de Walton-on-Thames, població situada al comtat de Surrey (Anglaterra), fill d'un cirurgià ortopèdic i una mestressa de casa. Als 12 anys conegué l'actriu Julie Andrews, de la qual es convertí en amic. Estudià grec i llatí al Radley College d'Oxford i posteriorment s'interessà pel disseny artístic al Slade School of Fine Art de Londres.
El 1959 es casà amb Julie Andrews, i d'aquesta unió nasqué l'escriptora Emma Walton Hamilton. Es divorciaren l'any 1968. Walton es tonà a casar l'any 1991 amb la seva parella Gen LeRoy.
Tony Walton morí el 2 de març de 2022 en el seu apartament de Nova York (Estats Units) a l'edat de 87 anys.

## Carrera artística
Inicià la seva carrera artística l'any 1957 dissenyant els escenaris de l'obra musical teatral de Noël Coward Conversation Piece a l'off-Broadway.

Walton va entrar al món cinematogràfic a través de Walt Disney, al qual va conèixer al teatre després d'una actuació de l'obra musical Camelot, protagonitzada a Broadway per la seva promesa Julie Andrews. Disney havia escollit Andrews com a protagonista de la pel·lícula Mary Poppins i va acabar contractant Walton com a dissenyador de vestuari, escenògraf i consultor visual. No se li va permetre fer cap referència a les famoses il·lustracions que Mary Shephard havia fet per al llibre original de 1934, ja que els drets de la història no incloïen les il·lustracions. Robert i Richard Sherman, els compositors de la pel·lícula, van suggerir-li transportar la història des de la dècada de 1930 al període eduardià. Per aquesta pel·lícula Walton va rebre la seva primera nominació al premi Oscar com a dissenyador del vestuari.
Walton continuà treballant al cinema realitzant el vestuari o el disseny de producció de pel·lícules com Fahrenheit 451 (1966) de François Truffaut; Golfus de Roma (1966) de Richard Lester; Assassinat a l'Orient Express (1974), Equus (1977), El mag (1978) o El príncep de la ciutat (1981), totes elles de Sidney Lumet; i Comença l'espectacle (1979) de Bob Fosse, per la qual aconseguí el seu únic premi Oscar com a dissenyador de producció del film.

## Premis i nominacions

### Premis Oscar
| Any  | Categoria                 | Pel·lícula                                                                          | Resultat  |
| ---- | ------------------------- | ----------------------------------------------------------------------------------- | --------- |
| 1964 | Millor vestuari           | Mary Poppins                                                                        | Nominat   |
| 1974 | Millor vestuari           | Assassinat a l'Orient Express                                                       | Nominat   |
| 1978 | Millor vestuari           | El mag                                                                              | Nominat   |
| 1978 | Millor direcció artística | El mag juntament amb Philip Rosenberg, Edward Stewart i Robert Drumheller           | Nominat   |
| 1979 | Millor direcció artística | Comença l'espectacle juntament amb Philip Rosenberg, Edward Stewart i Gary J. Brink | Guanyador |

### Premis Emmy
| Any  | Categoria                                                             | Obra                                                                | Resultat  |
| ---- | --------------------------------------------------------------------- | ------------------------------------------------------------------- | --------- |
| 1985 | Millor direcció artística de minisèries o pel·lícula per la televisió | La mort d'un viatjant juntament amb John Kasarda i Robert J. Franco | Guanyador |

### Premis Tony
| Any  | Categoria           | Obra                                        | Resultat  |
| ---- | ------------------- | ------------------------------------------- | --------- |
| 1967 | Millor vestuari     | The Apple Tree                              | Nominat   |
| 1973 | Millor escenografia | Pippin                                      | Guanyador |
| 1976 | Millor escenografia | Chicago                                     | Nominat   |
| 1980 | Millor escenografia | A Day in Hollywood / A Night in the Ukraine | Nominat   |
| 1984 | Millor escenografia | The Real Thing                              | Nominat   |
| 1986 | Millor escenografia | The House of Blue Leaves                    | Guanyador |
| 1987 | Millor escenografia | The Front Page                              | Nominat   |
| 1988 | Millor escenografia | Anything Goes                               | Nominat   |
| 1988 | Millor vestuari     | Anything Goes                               | Nominat   |
| 1989 | Millor escenografia | Lend Me a Tenor                             | Nominat   |
| 1990 | Millor escenografia | Grand Hotel                                 | Nominat   |
| 1991 | Millor escenografia | The Will Rogers Follies                     | Nominat   |
| 1992 | Millor escenografia | Guys and Dolls                              | Guanyador |
| 1994 | Millor escenografia | She Loves Me                                | Nominat   |
| 1997 | Millor escenografia | Steel Pier                                  | Nominat   |
| 2000 | Millor escenografia | L'oncle Vània                               | Nominat   |